# Peter Pollock
Peter Maclean Pollock (* 30. Juni 1941 in Pietermaritzburg, Südafrika) ist ein ehemaliger südafrikanischer Cricketspieler, der zwischen 1961 und 1970 für die südafrikanische Nationalmannschaft spielte.

## Kindheit und Ausbildung
Sein Vater Andrew Maclean Pollock spielte selbst First-Class-Cricket und er hat mit Graeme Pollock einen Bruder der ebenfalls Test-Cricket für Südafrika spielte.

## Aktive Karriere
Pollock gab sein First-Class-Debüt in der Saison 1958/59 und spielte in der Folge für Eastern Province. Sein Test-Debüt erfolgte bei der Tour gegen Neuseeland im Dezember 1961, wobei er insgesamt neun Wickets (3/61 & 6/38) erzielte. Im dritten Spiel der Serie konnte er dann noch zwei Mal drei Wickets (3/63 & 3/70) beisteuern. Zwei Jahre darauf folgte eine Tour in Australien. Dort begann er mit 6 Wickets für 95 Runs im ersten Test. Nach drei Wickets (3/98) im zweiten konnte er dann noch ein Mal fünf Wickets (5/83) im dritten beisteuern, bevor er in den letzten beiden Begegnungen jeweils drei Wickets (3/96 und 3/35) erzielte. Weiter reiste das Nationalteam nach Neuseeland, wo er mit 6 Wickets für 47 Runs im ersten Spiel begann und dann drei Wickets (3/53) im zweiten hinzufügte. Damit hatte er sich als wichtigster Bowler Südafrikas etabliert. Im Dezember 1964 kam England nach Südafrika. Hier erzielte er im ersten Test ein Five-for (5/129). Beim Gegenbesuch in England im Juli 1965 konnte er im zweiten Test mit zehn Wickets (5/53 & 5/34) zusammen mit seinem Bruder Graeme, der ein Century und ein Fifty erzielte das englische Team dominieren. Im dritten Spiel der Serie steuerte er dann noch ein weiteres Mal fünf Wickets (5/43) bei. In der Saison 1966/67 blieb er gegen Australien hinter seinen vorhergehenden Leistungen zurück. Als Australien in der Saison 1969/70 erneut nach Südafrika kam gelangen ihm im dritten Test ein weiteres Mal fünf Wickets (5/39) und im vierten Spiel drei Wickets (3/46). Dies war auch der letzte Test Südafrikas, bevor es auf Grund der Apartheids-Politik des Landes vom Weltverband suspendiert wurde. Somit bekam er keine weiteren Möglichkeiten mehr für die Nationalmannschaft zu spielen. Sein letztes First-Class-spiel absolvierte er in der Saison 1971/72.

## Nach der aktiven Karriere
Nach seiner aktiven Karriere arbeitete er als Journalist und Geschäftsmann. Später betätigte er als christlicher Prediger. Auch war er Teil der Selektoren des Nationalteams als Südafrika in den frühen 1990er Jahren wieder ins Welt-Cricket zurückkehrte. Sein Sohn Shaun Pollock spielte ebenfalls Südafrika.